# Hacktivismo

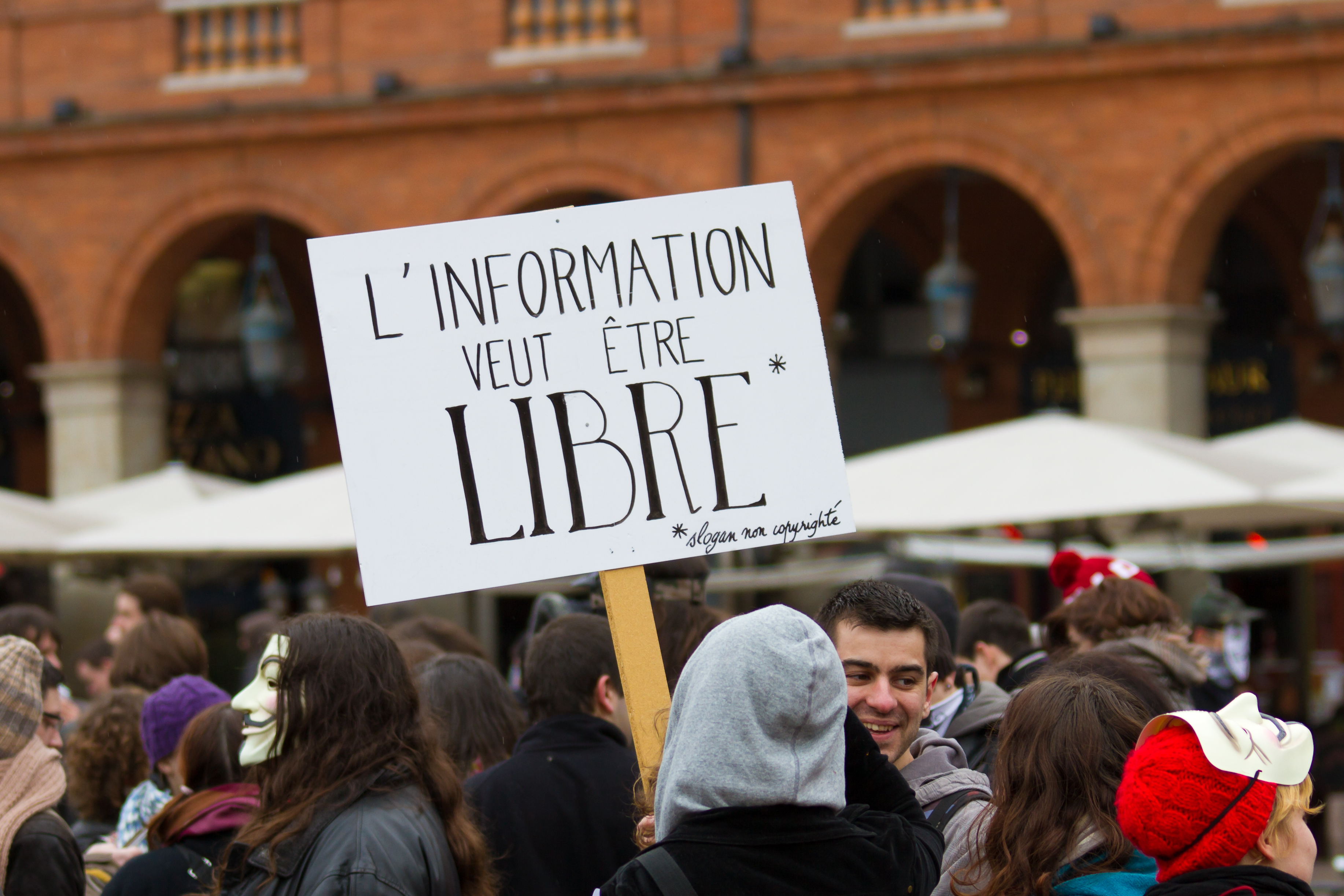
Manifestantes anti ACTA; sobre la pancarta puede leerse el siguiente eslogan hacktivista: «L'information veut être libre» (en español: «La información quiere ser libre»).

El hacktivismo (acrónimo de hacker y activismo, también conocido como ciberactivismo) suele definirse como "la utilización no violenta de herramientas digitales persiguiendo fines políticos; estas herramientas incluyen desfiguraciones de webs, redirecciones, ataques de denegación de servicio, robo de información, parodias de sitios web, sustituciones virtuales, sabotajes virtuales y desarrollo de software". A menudo se entiende por la escritura o reescritura de programas informáticos, a efectos de directa o indirectamente promover o privilegiar una ideología política, y por lo general potenciando estrategias o políticas tales como libertad de expresión, derechos humanos, y ética de la información. Los actos de hacktivismo son llevados a cabo bajo la creencia de que la utilización de esas estrategias informáticas tendrán efectos de palanca similares por ejemplo al activismo regular o la desobediencia civil. En comparación con formas anteriores de activismo social, el hacktivismo ha tenido un éxito sin precedentes, al atraer a más participantes, utilizar más herramientas y tener más influencia, ya que tiene la capacidad de alterar elecciones, iniciar conflictos y derribar empresas.
El término fue acuñado por el crítico cultural y autor Jason Sack en un artículo sobre la artista de medios Shu Lea Cheang, y publicado en InfoNation en 1995.
Las actividades hacktivistas se extienden a variadas ideas y causas políticas. Freenet es un ejemplo claro de traducción de un pensamiento político (todos deberían tener derecho de hablar) en código. El hacktivismo es una rama de Cult of the dead cow, sus opiniones incluyen acceso a información como un derecho humano básico. La red libre de programadores, artistas y militantes radicales 1984 network liberty alliance de Gregoire Seither está más concienciada con cuestiones de libertad de expresión, vigilancia y privacidad en una era de creciente vigilancia tecnológica, de utilización de propaganda a gran escala, y de control de la mentalidad por parte de gobiernos y corporaciones (donde es llamada publicidad).
El término hacktivismo es controvertido. Algunos afirman que se acuñó para describir cómo las acciones directas en las tecnologías de comunicación e información podían usarse en favor del cambio social al combinar la programación con el pensamiento crítico. Otros utilizan el término como sinónimo de actos maliciosos y destructivos que vulneran la seguridad de Internet como una plataforma tecnológica, económica, y política.
Esencialmente la controversia refleja dos corrientes filosóficas divergentes dentro del movimiento hacktivista. Una corriente considera que los ataques cibernéticos maliciosos son una forma aceptable de acción directa. La otra corriente considera que toda protesta debe ser pacífico y sin violencia.
Este problema tiene una finalidad específica.

## Controversia
Algunas personas que se autodescriben como hacktivistas se han dedicado a atacar y alterar sitios web por razones políticas, tales como ataques a sitios web del gobierno o de grupos que se oponen a su ideología. Otros, tales como Oxblood Ruffin se oponen activa y vocalmente al ataque y alteración de sitios web, así como a los ataques de denegación de servicio (DoS).
Los críticos sugieren que los ataques DoS son un ataque a la libertad de expresión y que tienen consecuencias indeseadas, que son una pérdida de recursos, lo que puede conllevar a una «guerra de DoS» en la que tal vez nadie pueda ganar. En 2006, Blue Security intentó automatizar ataques de DoS contra spameadores lo cual condujo a un ataque masivo de DoS contra Blue Security, lo cual lo noqueó junto con su ISP y proveedor de DNS, sacándolos de Internet, y destruyendo su negocio.
Dependiendo de quién utilice el término, el hacktivismo puede ser una forma políticamente constructiva de desobediencia civil anarquista o un gesto antisistema indefinido. Puede significar protesta política. También puede indicar activismo anti-spam, expertos en seguridad, o promotores del software libre. Los críticos del hacktivismo temen que la ausencia de una agenda clara lo hagan un gesto políticamente inmaduro,[cita requerida] mientras que aquellos que creen en teorías de conspiraciones, ven en el hacktivismo una forma de precipitar una crisis de la situación.[cita requerida]

## Tipos de Hacktivistas
Si bien concepto hacktivista engloba una gran diversos perfiles y tipologías, 4 tipos son los que más relevancia tienen:
- Anónimos: Su activismo cooperativo se basa en equipos de sujetos enfocados en defender diversas causas locales o a pequeña escala ante movimientos o acontecimientos globales.  Consiste por tanto en un grupo sin jerarquía, ni estructura , ni líderes , formado por  múltiples hackers que estarán dispuestos a actuar cuando la situación lo requiera bajo el nombre de Anonymous. Si bien hoy en día la mayoría de la sociedad considera que son ciberdelincuentes, otra parte cuenta con su simpatía en aquellas actuaciones que comparten causas legítimas por las que luchar.
- Ejércitos cibernéticos:  Entre estos se encontrarían aquellos grupos de hackers que trabajan para Estados determinados y, en algunas clasificaciones, también los ciberyihadistas. Este tipo de hacktivistas solían proliferar en estados totalitarios pero hoy en día con la digitalización y la globalización, cada vez más países cuentan con un equipo de este tipo para defenderse de los ataques de otros. Las personas que conforman estos ejércitos pueden tener formación militar y ser parte de la defensa "legal" de un país o, simplemente, formar parte de una especie de “pseudo-ejércitos” o "paramilitares" con una ideología radicalizada.
- Militantes: utilizan las redes sociales así como el internet como medio de comunicación para propaganda e inteligencia. Se les considera semi-hacktivistas.
- Oportunistas: atacan indiscriminadamente y aparentemente, sin ningún objetivo o finalidad claros . También pueden ir variando de objetivo según van se van presentando oportunidades. Su única motivación para realizar estos ataques es por lograr un reconocimiento y una infama , superando los ataques de otros y siendo temido por los demás

## Notables eventos de hacktivismo
- El primer caso de hacktivismo conocido está documentado por Julian Assange como sigue:

Uno de los primeros incidentes de hacktivismo ocurrió en octubre de 1989 cuando las máquinas VMS conectadas DOE, HEPNET y SPAN (NASA) en la web fueron penetradas por el gusano antinuclear WANK, que cambió el mensaje de entrada al sistema por:
```
      W O R M S    A G A I N S T    N U C L E A R    K I L L E R S
    _______________________________________________________________
    \__  ____________  _____    ________    ____  ____   __  _____/
     \ \ \    /\    / /    / /\ \       | \ \  | |    | | / /    /
      \ \ \  /  \  / /    / /__\ \      | |\ \ | |    | |/ /    /
       \ \ \/ /\ \/ /    / ______ \     | | \ \| |    | |\ \   /
        \_\  /__\  /____/ /______\ \____| |__\ | |____| |_\ \_/
         \___________________________________________________/
          \                                                 /
           \    Your System Has Been Officically WANKed    /
            \_____________________________________________/

     You talk of times of peace for all, and then prepare for war.

```

En el libro Underground, Dreyfus y Assange rastrean la fuente del gusano hasta Melbourne, Australia.
- Uno de los primeros eventos hacktivistas documentados fue la "sentada en Strano Network", una huelga dirigida contra los ordenadores del Gobierno de Francia en 1995.
- En 1998, el Electronic Disturbance Theater realizó "sentadas virtuales" en las webs del Pentágono y del Gobierno Mexicano, para atraer la atención mundial sobre la situación apremiante de los derechos de los indios nativos en el estado mexicano de Chiapas.
- Otro de los ejemplos más notables de hacktivismo fue la modificación de las webs de Indonesia con el llamamiento de "Libertad para Timor Oriental" en 1998, llevada adelante por hackers portugueses.
- El 29 de diciembre de 1998, las Legiones Clandestinas (LoU) declararon la ciberguerra en Irak y China, con la intención de interrumpir y deshabilitar la infraestructura de Internet. El 7 de enero de 1999, una coalición internacional de hackers (incluyendo Cult of the Dead Cow, el personal de 2600, el personal de Phrack, L0pht, y el Chaos Computer Club), realizaron una declaración conjunta () condenando la declaración de guerra de la LoU. La LoU respondió retirando su declaración.
- Los hacktivistas intentaron interrumpir ECHELON (una red internacional de vigilancia de comunicaciones electrónicas que filtra todo o parte del tráfico de satélites, microondas, teléfonos móviles y fibra óptica) celebrando el "Día del Atasco de Echelon" (JED) el 21 de octubre de 1999. Ese día, los hacktivistas adjuntaron grandes listas de mensajes clave a muchos mensajes, haciendo que servidores y grupos de noticias extendieran sus claves más lejos. La idea fue hacer que los ordenadores de Echelon tuvieran más entradas de las que ellos podían procesar. No se sabe si el JED tuvo éxito a la hora de tirar Echelon. Un Segundo Día de Atasco de Echelon (JEDII) se celebró en octubre de 2000, sin embargo, la idea no volvió a recuperar su popularidad inicial. JED fue parcialmente un ataque de privación de servicio y parcialmente fue agitprop.
- El Electronic Disturbance Theater y otros realizaron una semana de paros durante la Convención Republicana de 2004 en Nueva York, realizando sentadas contra las webs republicanas, e inundando webs y sistemas de comunicación identificados con causas conservadoras. Estos hechos tuvieron distintos puntos de vista en la comunidad hacktivista.
- Los hacktivistas consiguieron entrar en sistemas de computadoras en el Bhabha Atomic Research Center en la India, para protestar contra las pruebas de armas nucleares.
- Los hacktivistas también crearon sitios web como McSpotlight.org y Bhopal.net, a efectos de criticar a las empresas multinacionales.
- Bronc Buster, posteriormente miembro de Hacktivismo, deshabilitó firewalls, para permitir a los usuarios de Internet Chinos acceder a sitios censurados.
- Los hacktivistas trabajaron para ralentizar, bloquear o redirigir tráfico de servidores web asociados con la Organización Mundial del Comercio, el Foro Económico Mundial y el Banco Mundial.
- En 1997, la artista alemana Cornelia Sollfrank hackeó la primera competición internacional de arte en la red, inscribiendo 200 artistas femeninas falsas en el concurso, para sólo tener 3 adversarios masculinos. Ella llamó a este proyecto Female Extension.
- El 21 de enero de 2008, apareció un mensaje en YouTube de un grupo que se llamaba así mismo 'Anonymous', en el que el grupo declaraba al "Proyecto Chanology" como una guerra a la Iglesia de la Cienciología, prometiendo expulsar sistemáticamente a la Iglesia de Internet. Durante la semana siguiente, las páginas web de la cienciología fueron intermitentemente hackeadas y la Iglesia de la Cienciología mudó su página a un host que se especializa en la protección contra ataques de denegación de servicio.

## Prácticas relacionadas

### Interferencia cultural
Hacking se ha descrito a veces como una forma de interferencia cultural. Este término se refiere a la práctica de subvertir y criticar tanto mensajes políticos como la cultura que se transmite por los medios con el objetivo de desafiar el statu quo.  A menudo se dirige a procesos de pensamiento subliminales en el espectador con el objetivo de sensibilizar y causar un cambio de paradigma. La interferencia cultural toma muchas formas incluyendo el hackeo de vallas publicitarias, intrusión de la señal de transmisión, representaciones artísticas ad hoc, transgresiones legales simuladas, memes y activismo a través del arte.
El término "interferencia cultura" fue por primera primera vez acuñado en 1984 por el músico Americano Donal Joyce de la banda Negativland. Sin embargo, persisten algunas especulaciones sobre cuándo comenzó la práctica de la interferencia cultural. El investigador social Vince Carducci cree que la interferencia cultural se remonta a la década de 1950 con el grupo activista social europeo Situationist International. El autor y crítico cultural Mark Dery cree que el carnaval medieval es la forma más antigua de interferencia cultural como forma de subvertir la jerarquía social de la época. 
La interferencia cultural a veces se confunde con actos de vandalismo. Sin embargo, a diferencia de la interferencia cultural, el objetivo principal del vandalismo es causar destrucción, siendo los temas políticos de menor importancia. El activismo a través del arte suele tener la naturaleza más cuestionable como forma de interferencia cultural porque suele implicar desfiguración de la propiedad.

### Piratería de los medios
La Piratería de los medios se refiere a uso de diferentes medios electrónicos de forma innovadora, o también de formas no convencionales con el propósito de transmitir un mensaje al número más grande posible de gente, principalmente se consigue a través de la red informática mundial. Un medio popular y eficaz de piratería de medios es publicar en un blog, ya que normalmente está controlado por uno o más individuos independientes, sin influencia de partes externas. El concepto de marcadores sociales, así como los foros de Internet basados en la Web, pueden hacer que dicho mensaje sea visto también por usuarios de otros sitios, aumentando su alcance total.
La piratería de medios se emplea comúnmente con fines políticos, tanto por partidos políticos como por disidentes políticos. Un buen ejemplo de esto son las elecciones estadounidenses de 2008, en las que tanto el partido Demócrata como el Republicano utilizaron una amplia variedad de medios diferentes para transmitir mensajes relevantes a una audiencia cada vez más orientada a Internet. Al mismo tiempo, los disidentes políticos utilizaron blogs y otras redes sociales como Twitter para responder de forma individual a los candidatos presidenciales. En particular, sitios como Twitter están demostrando ser medios importantes para medir el apoyo popular a los candidatos, aunque el sitio se utiliza a menudo con fines disidentes más que para mostrar un apoyo positivo.

### Piratería de la realidad
La Piratería de la realidad es un fenómeno que emerge del uso no violento de herramientas digitales ilegales o legalmente ambiguas con fines políticos, sociales o culturalmente subversivos. Estas herramientas incluyen desfiguraciones de sitios web, redirecciones de URL, ataques de denegación de servicio, robo de información, parodias de sitios web, sentadas virtuales y sabotaje virtual.
Movimientos artísticos como Fluxus y Happenings en la década de 1970 crearon un clima de receptividad con respecto a organizaciones poco unidas y actividades grupales donde la espontaneidad, un retorno al comportamiento primitivista y una ética donde las actividades y prácticas artísticas socialmente comprometidas se volvieron equivalentes a preocupaciones estéticas.
La combinación de estas dos historias a mediados y finales de la década de 1990 resultó en cruces entre sentadas virtuales, desobediencia civil electrónica, ataques de denegación de servicio, así como protestas masivas en relación con grupos como el Fondo Monetario Internacional. y el Banco Mundial. El surgimiento de colectivos, grupos de net.art y aquellos preocupados por el intercambio fluido de tecnología y la vida real (a menudo por motivos medioambientales) dio origen a la práctica del "hacking de la realidad".
El hackeo de la realidad se basa en modificar las comunicaciones cotidianas que sean más fáciles de acceder para los individuos con el propósito de despertar la conciencia política y comunitaria de la población en general. El término se utilizó por primera vez entre los artistas de Nueva York y San Francisco, pero desde entonces ha sido adoptado por una escuela de activistas políticos centrados en la interferencia cultural.

### En ciencia ficción
La película de acción y ciencia ficción de 1999 The Matrix, entre otras, popularizó la hipótesis de la simulación: la sugerencia de que la realidad es, de hecho, una simulación de la que los afectados por la simulación generalmente no son conscientes. En este contexto, "hacking de la realidad" es leer y comprender el código que representa la actividad del entorno de realidad simulada (como Matrix digital rain) y también modificarlo para doblar las leyes de la física o modificar de otro modo la realidad simulada.
La piratería de la realidad como práctica mística se explora en el juego de rol de fantasía urbana White Wolf, inspirado en la estética gótica-punk, Mage: The Ascension. En este juego, los Reality Coders (también conocidos como Reality Hackers o Reality Crackers) son una facción dentro de los Virtual Adepts, una sociedad secreta de magos cuya magia gira en torno a la tecnología digital. Se dedican a llevar los beneficios del ciberespacio a la vida real. Para ello, tuvieron que identificar, a falta de un término mejor, el "código fuente" que permite que nuestro Universo funcione. Y eso es lo que han estado haciendo desde entonces. Los codificadores se infiltraron en varios niveles de la sociedad para recopilar la mayor recopilación de conocimientos jamás vista. Una de las agendas más abiertas de los Codificadores es aclimatar a las masas al mundo que está por venir. Difunden las ideas de Virtual Adept a través de videojuegos y toda una serie de "reality shows" que imitan la realidad virtual mucho más que la realidad "real". Los Reality Coders se consideran el futuro de los Adeptos Virtuales, creando un mundo a imagen de visionarios como Grant Morrison o Terence McKenna.
En un juego basado en la ubicación (también conocido como juego omnipresente), la piratería de la realidad se refiere a aprovechar fenómenos que existen en el mundo real y vincularlos al universo de la historia del juego.

### Interpretaciones académicas
Ha habido varios enfoques académicos para abordar el hacktivismo y el hacking urbano. En 2010, Günther Friesinger, Johannes Grenzfurthner y Thomas Ballhausen publicaron un libro completo dedicado al tema. Afirman: "Los espacios urbanos se convirtieron en campos de batalla, los significantes han sido invadidos, se han establecido nuevas estructuras: la netcultura reemplazó a la contracultura en la mayor parte y también se centró en los entornos siempre cambiantes de la ciudad moderna. Se han actualizado y replanteado cuestiones importantes, teniendo en cuenta las posiciones y discursos actuales. La pregunta principal aún permanece: cómo crear una resistencia basada en la cultura bajo la influencia de la presión capitalista y la política conservadora".